# أوليفر مايلز
أوليفر مايلز (بالإنجليزية: Oliver Miles)‏ هو دبلوماسي بريطاني، ولد في 6 مارس 1936.